# Acaulopage acanthospora
Acaulopage acanthospora är en svampart som beskrevs av Drechsler 1938. Acaulopage acanthospora ingår i släktet Acaulopage och familjen Zoopagaceae.   Inga underarter finns listade i Catalogue of Life.